# Zu Tode gehetzt
Pour plus de détails, voir Fiche technique et Distribution.
Zu Tode gehetzt  est un film allemand muet réalisé par Urban Gad, sorti en 1912.

## Synopsis
Le mariage de l'architecte Ernstein n'est pas heureux. Bien que sa femme ait de l'argent, elle ne l'aime pas et ne se soucie pas de son travail. Même lorsqu'il reçoit un diplôme honorifique pour l'une de ses œuvres, elle se montre désintéressée. Une employée de son cabinet Paula Müller, au contraire, est inspirée par le travail de son patron et profite de chaque occasion pour observer ses créations. Ernstein et Paula se rapprochent et tous les deux passent un dimanche ensemble. Mme Ernstein apprend le jour suivant de ses amies que la veille son mari avec Paula sont entrés ensemble dans un hôtel. Jalouse, elle obtient le licenciement de Paula et réussit à la faire expulser de son logement la faisant passer auprès de la propriétaire de l'immeuble pour une femme de mœurs légères.
Paula doit déménager et trouve bientôt une chambre meublée à louer. Cependant, sa nouvelle adresse est transmise par son ancienne propriétaire à la femme d'Ernstein, qui peut continuer à persécuter Paula avec haine. Elle empêche l'embauche de Paula en tant que dactylographe en calomniant Paula devant le nouvel employeur, et demande à la nouvelle propriétaire de lui refuser la chambre.
Paula est enceinte d'Ernstein. Elle rend visite à l'architecte une dernière fois, lui parle de sa grossesse, mais ne veut pas accepter son argent. Elle lui dit au revoir et plonge ensuite du toit d'un grand magasin vers la mort.

## Fiche technique
- Titre original : Zu Tode gehetzt
- Titre danois : Jaget til døde
- Réalisation : Urban Gad
- Scénario : Urban Gad
- Directeur de la photographie : Guido Seeber
- Société de production : Deutsche Bioscop GmbH, Projektions-AG Union
- Pays de production :  Empire allemand
- Longueur : 985 mètres (3 bobines)
- Format : Muet  - Noir et blanc - 1,33:1 - 35 mm
- Dates de sortie : 
  - Empire allemand : 13 avril 1912
  - Danemark : 8 juillet 1913

## Distribution
- Asta Nielsen : Paula Müller
- Paul Bildt : l'architecte Ernstein
- Louise Obermaier : Madame Ernstein
- Emil Albes
- Fritz Weidemann